# Andrejs Apsītis
Andrejs Apsītis (7 de fevereiro de 1888 — 2 de setembro de 1945) foi um ciclista letão. Competiu para o Império Russo nos Jogos Olímpicos de 1912 e para a Letônia em 1924.
Nos Jogos Olímpicos de 1912 em Estocolmo, terminou a corrida de 320 quilômetros de ciclismo de estrada, ganhando 60ª posição com um tempo de 12.18:20,6. Nos Jogos Olímpicos de 1924 em Paris, Apsitis terminou em sétimo na perseguição por equipes de 4 km, com outra equipe de ciclismo letão.
Participou no Campeonato Mundial, onde ele se retirou da corrida. Venceu múltiplas vezes no campeonato letão e em jogos de esporte de toda a União (URSS).